# Armand de Polignac (1771-1847)
Pour les articles homonymes, voir Armand de Polignac et Polignac.
Pour les autres membres de la famille, voir Maison de Polignac.

Armand Jules Marie Héraclius de Polignac, 2e duc de Polignac (Paris, 15 janvier 1771 - Paris, 1er mars 1847) est un homme politique et militaire français.

## Biographie

### Vie privée
Fils aîné d'Armand XXIII Jules François (1745-1817), 1er duc de Polignac (20 septembre 1780) et de Gabrielle de Polastron, Armand-Jules-Marie-Héraclius suit la carrière militaire. Il est garde du corps dans la compagnie de Villeroy (1783), capitaine au régiment de la Reine, puis au régiment de hussards d'Esterhazy. Il quitte la France dès le 1er août 1789,

### Mariage
Il épouse, le 6 septembre 1790 à Carpanedo (auj. Albignasego), Idalie Jeanne Lina de Neukirchen de Nyvenheim, riche hollandaise de Batavia (Indes néerlandaises), fille de Berend, baron Neukirchen de Nyvenheim, ambassadeur des Pays-Bas auprès du Saint-Siège, et de Jacoba Antonia de Mom.
Née à Batavia le 26 juin 1775, elle meurt à Paris 8e le 13 septembre 1862. 

### Émigré sous la Révolution française
Emigré, il sert comme aide de camp du comte d'Artois (1791), avec le grade de colonel (1792).
Il sert dans l'armée de Condé comme aide de camp et participe à la campagne du Rhin.
En octobre 1793, le comte d'Artois le charge d'annoncer à l'empereur François 1er d'Autriche la mort de la reine Marie-Antoinette, sa tante. Quelques semaines plus tard, il perd sa mère, qui décède à Vienne. Il se réfugie ensuite en Grande-Bretagne, où le rejoint son frère, à la suite du comte d'Artois, dont lui et son frère sont proches.
En 1802, son épouse se rend à Paris pour recouvrer les débris de sa fortune, en particulier le domaine de Claye. M. de Polignac ayant rejoint le comte d'Artois à Londres, avait été compris dans les restrictions de l'acte d'amnistie relatif aux émigrés.

### Prisonnier d'État sous l'Empire

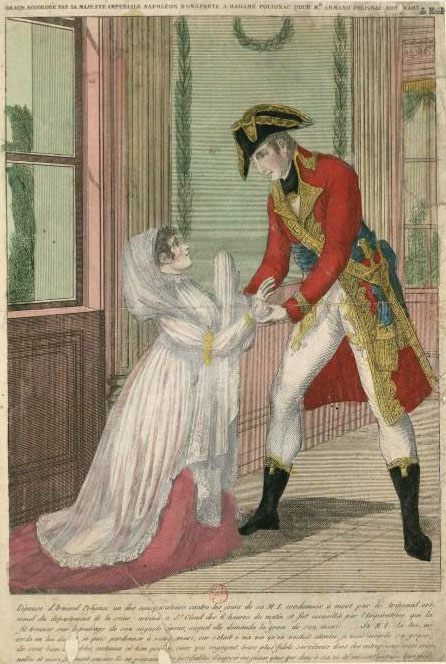
Grâce accordée par Sa Majesté Imperiale Napoléon Bonaparte à Madame Polignac pour M.r Armand Polignac son mari.

En 1804, il débarque secrètement en France, accompagné par son frère Jules, pour participer à la conjuration de Pichegru et de Cadoudal. Tous deux sont arrêtés. Leur procès instruit aux assises, Armand de Polignac est, avec 19 autres conjurés, condamné à mort le 9 juin 1804 ; mais sa femme se jeta aux pieds de Bonaparte qui commue la peine en une détention jusqu'à la paix, suivie de la déportation. Le duc est détenu avec son frère, condamné à deux ans de prison, d'abord au château de Ham, puis à la prison du Temple, ensuite à Vincennes, où le gouvernement les retient au-delà du temps prescrit, comme prisonniers d'État.
En 1810 seulement il obtient, à l'occasion du mariage de Marie-Louise, d'être transféré, avec son frère, dans une maison de santé, où ils eurent des relations avec le général Malet.
Ayant pu s'évader à la faveur de l'invasion des armées alliées (janvier 1814), ils rejoignent le comte d'Artois à Vesoul. Celui-ci le fait fondé de pouvoir avec le Comte de Semallé. Le 31 mars suivant, avec son frère, ils pénètrent dans Paris, où ils arborent le drapeau blanc.
Armand de Polignac aurait été chevalier de la Foi.

### Restauration française
Armand de Polignac est promu maréchal de camp par Louis XVIII, puis élu, le 22 août 1815, député du grand collège de la Haute-Loire, il appartient à la majorité de la Chambre introuvable.
À la mort de son père, en septembre 1817, il lui succède en devenant le deuxième duc de Polignac et pair de France héréditaire.
le 2ème duc de Polignac est choisi par le comte d'Artois pour être un de ses aides de camp et son premier écuyer. Il conserve les mêmes fonctions auprès de ce prince, devenu en 1824 le Roi Charles X de France.
En 1825, Charles X le fait chevalier des ordres du roi.
Il siège à la Chambre des pairs, ou Chambre haute, jusqu'à la révolution de Juillet 1830, et refuse de prêter serment à Louis-Philippe Ier, alors que son frère est proscrit, puis à nouveau emprisonné.
Il se retire alors de la vie publique et réside principalement à Paris. En 1830, il rachète les ruines du château de Polignac, qu'il fait rentrer dans la famille.
Mort à le 1er mars 1847 en son hôtel, à Paris, rue neuve des Mathurins. Il est inhumé au cimetière de Picpus.
Son frère, Jules de Polignac, lui succède comme duc de Polignac et meurt un mois après lui.

## Famille
Il épouse, le 6 septembre 1790, Ida Jeanne Lina  de Neukirchen de Nivenheim  (1775-1862), fille de Berend de Neukirchen de Nivenheim, baron de Nyvenheim et de Jacoba Antonia de Mom. Sans descendance.  

## Distinctions

### Décorations françaises
- Chevalier de l'Ordre du Saint-Esprit (30 mai 1825)
- Chevalier de l'Ordre de Saint-Michel (30 mai 1825)
- Chevalier de la Légion d'honneur (décret du 24 août 1820)[6].
- Chevalier de l'Ordre royal et militaire de Saint-Louis